# 中共湖南区执行委员会
中共湖南区执行委员会（简称中共湖南区执委）是中国共产党成立初期的区执行委员会之一，领导中共在湖南的工作。

## 历史
1920年底，毛泽东、何叔衡、彭璜等在长沙成立了共产主义小组。1921年10月，中共湖南支部成立，毛泽东任书记。1922年5月，根据中共中央规定，湖南支部改组成立中共湘区执行委员会（湘区执委），毛泽东继续出任书记一职。1923年4月毛泽东调往中央工作后，李维汉继任书记。同年7月，湘区执委根据中共三大决议，帮助成立国民党湖南省党部筹备处，何叔衡、夏曦先后任主任。
1925年11月，湘区执委改称为中共湖南区执行委员会（湖南区执委），李维汉任书记。至1926年底，全区共有党员4570名。
1927年5月，湖南区执委撤销，同时改组成立中共湖南省委，夏曦任书记。

## 主要成员

### 湖南支部（1921年10月－1922年5月）
- 书记：毛泽东
- 委员：何叔衡、易礼容

### 湘区执行委员会（1922年5月－1925年11月）
- 书记：毛泽东、李维汉
- 委员：毛泽东、何叔衡、易礼容、李立三（李隆郅）、郭亮、李维汉、夏曦
- 组织委员：何叔衡
- 宣传委员：李维汉
- 工运委员：郭亮
- 经济委员：易礼容
- 国民运动委员会书记：夏曦
- 妇女运动委员会主任：缪伯英
- 农民运动委员会书记：夏明翰

### 湖南区执行委员会（1925年11月－1927年5月）
- 书记：李维汉
- 委员：李维汉、夏明翰、戴晓云、陈佑魁、杨福涛、张汉藩、肖述凡、缪伯英、朱少连、肖石月、王则鸣
- 国民运动委员会书记：夏曦
- 妇女运动委员会主任、书记：缪伯英、李维汉、熊季光
- 农民运动委员会书记：夏明翰
- 军事委员会书记：杨福涛
- 《战士旬刊》主编：曹典琦、薛世伦
- 党校校长：曹典琦

## 直属地执委、部委、县委、支部
| 湖南支部、湘区执委直属支部 - 湖南省立第一师范学校支部（1922年春－1923年5月） - 湖南自修大学支部 - 湖南省立第一中学支部 - 湖南商业专门学校支部 - 长沙泥木工人支部 - 粤汉铁路新河支部 - 长沙缝纫工人支部 - 长沙铅印活版工人支部 - 长沙人力车工人支部 - 湖南第一纱厂支部（1923年春－） - 铜官陶业工人支部（1923年春－） - 湖南省立第三师范学校支部（1922年10月－1923年8月） - 湖南省立第三中学支部（1923年1月－8月） - 衡阳新民中学支部（1923年1月－8月） - 水口山支部（1923年5月－11月） - 安源路矿支部（1922年2月－1923年4月） 湘区执委、湖南区执委直属地执委、部委、县委、支部 - 长沙地执委→长沙市委（1923年夏－1927年8月） - 铜官特支→铜官地执委（1925年－1927年5月） - 安源地方执行委员会（1923年5月－1927年7月） - 耒阳县支部、耒阳地执委（1924年4月－1927年5月） - 衡阳地方执行委员会（1925年6月－1927年7月） - 宜章地方执行委员会（1925年7月－1927年7月） - 醴陵县特支、醴陵地执委（1924年11月－1927年7月） - 郴县特支、郴县地执委（1925年10月－1927年7月） - 常德特支、常德地执委（1925年冬－1927年5月） - 安化支部、安化特支、安化地执委（1925年6月－1927年5月） - 攸县支部→攸县地执委（1926年春－1927年6月） | - 湘潭地执委→湘潭县委（1926年7月－1927年7月） - 南县特支→南华地执委（1925年7月－1927年5月） - 衡山县特支、衡山地执委、衡山临时县委（1926年2月－1927年7月） - 水口山特支、水口山地执委（1926年8月－1927年5月） - 岳阳地方执行委员会（1926年9月－1927年5月） - 宝庆支部→宝庆特支、宝庆地执委（1926年春－1927年5月） - 浏阳特支→浏阳总支、浏阳地执委（1924年5月－1927年7月） - 益阳地方执行委员会（1926年10月－1927年6月） - 安仁县支部→安仁地方执行委员会（1926年7月－1927年7月） - 宁乡支部→宁乡特支、宁乡地执委（1925年春－1927年7月） - 湘乡地方执行委员会（1927年1月－7月） - 江华支部→江华地执委（1925年5月－1927年7月） - 湘阴城关支部、湘阴地执委（1926年5月－1927年6月） - 常宁特支、常宁地执委（1926年7月－1927年7月） - 平江支部→平江地执委→平江县委（1923年冬－1927年7月） - 石门县特支→石门县委（1926年1月－1927年7月） - 长沙县委员会（1926年11月－1927年5月） - 汉寿县特支→汉寿县委（1926年10月－1927年6月） - 沅江县特支→沅江县委（1926年6月－1927年7月） - 溆浦县支部→溆浦县委（1926年8月－1927年5月） - 安乡县特支→安乡县委（1926年10月－1927年5月） - 慈利县特支→慈利县委（1926年8月－1927年6月） - 华容党团支部→华容支部→华容特别支部、华容县委（1925年7月－1927年5月） - 长沙近郊区委员会（1926年秋－1927年7月） - 宁远县支部（1926年12月－1927年6月） | - 湘潭特别区委员会（1926年4月－1927年7月） - 洙洲部委员会（1926年8月－1927年7月） - 茶陵特别支部（1926年8月－1927年6月） - 酃县特别支部（1926年8月－1927年6月） - 湘区第三特别支部（1924月2月－） - 武冈思思学校特别支部（1925年秋－1927年5月） - 武冈县特别支部（1926年11月－1927年5月） - 城步县特别支部（1926年9月－1927年7月） - 新宁县特别支部（1926年冬－1927年6月） - 绥宁县特别支部（1927年3月－6月） - 永明县“二七”支部（1927年2月－5月） - 临澧县特别支部（1927年2月－5月） - 锡矿山特别支部（1925年9月－1927年6月） - 新化县特别支部（1926年冬－1927年6月） - 嘉禾县特别支部（1924年8月－1927年5月） - 临武县特别支部（1926年6月－1927年6月） - 汝城县特别支部（1926年8月－1927年8月） - 桂阳县特别支部（1926年秋－1927年6月） - 永兴县特别支部（1927年3－7月） - 祁阳县特别支部（1926年1月－1927年5月） - 道县特别支部（1926年秋－10月） - 零陵县总支部（1927年1月－5月） - 麻阳县特别支部（1924年12月－1927年7月） - 韶山支部（1925年6月－） - 益阳金家堤支部（1924年6月－1927年6月） - 桂东县支部（1926年6月－1927年7月） - 资兴县支部（1926年10月－1927年6月） - 湖南区蓝山支部（1926年7月－1927年6月） - 新田县支部（1926年7月－1927年5月） |